# Fiat Neckar
FIAT Neckar chiamata semplicemente Neckar è stato un costruttore di automobili tedesco, filiale del gruppo FIAT, che ha fabbricato sotto licenza FIAT e Autobianchi tra il 1957 e il 1971, nella fabbrica acquistata dalla FIAT a Heilbronn nel 1929 dove fabbricava modelli quasi uguali a quelli italiani.

## Storia

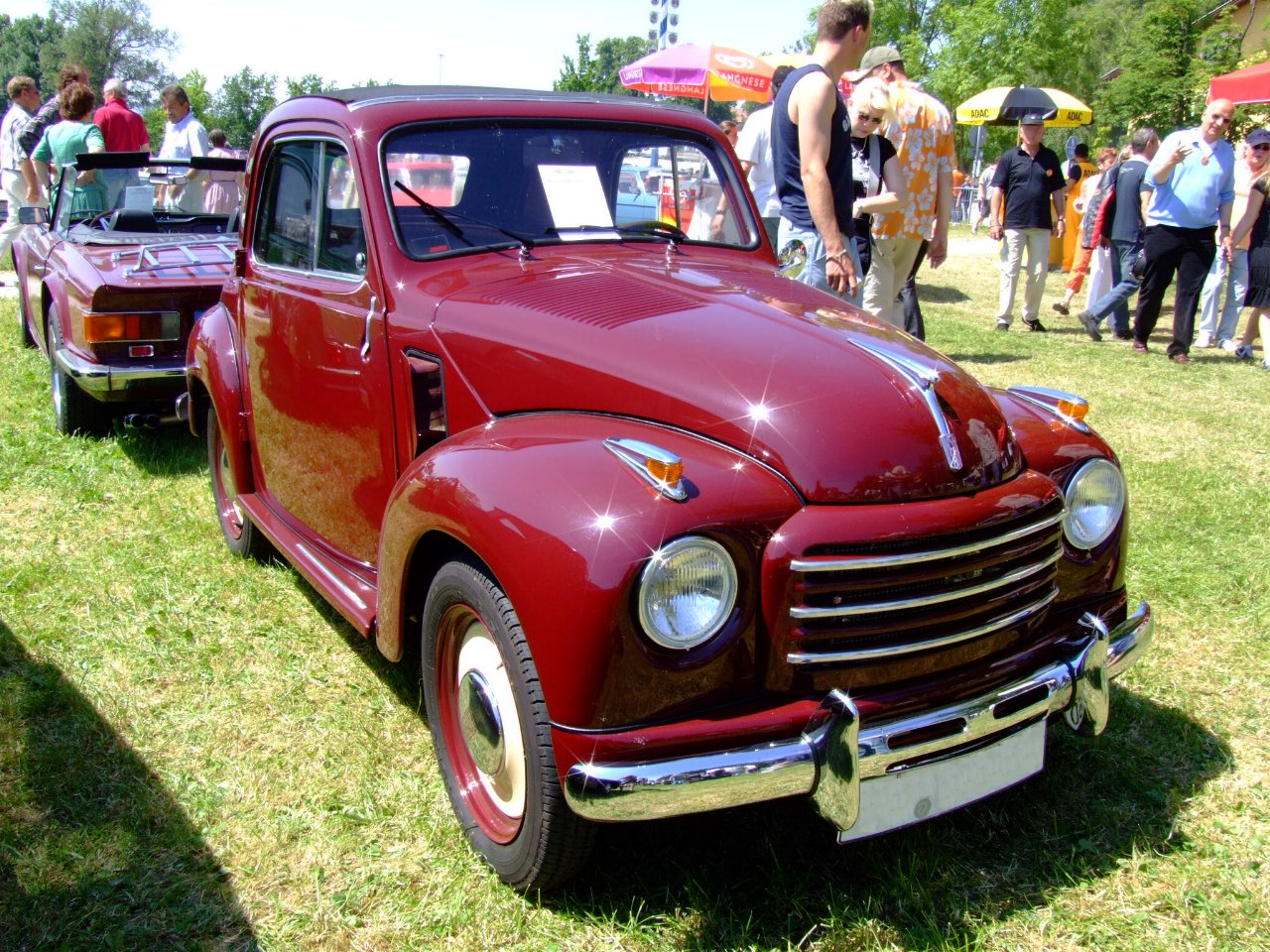
Una NSU-Fiat

NSU-FIAT fu una società costruttrice di automobili su licenza FIAT in Germania. La Vereinigten Fahrzeugwerke AG Neckarsulm, che acquisì la Schebera Automobilwerke AG di Berlino fu messa in liquidazione, e acquisita dalla italiana FIAT e dalla Dresdner Bank. Nell'estate 1929 venne fondata la NSU Automobil AG con capitale sociale di 2,0 mln di Reichsmark, e un solo veicolo in produzione NSU nel nuovo sito di Heilbronn la NSU-7/34-PS-Wagen. Il marchio NSU di Neckarsulm continuò ad esistere e fu oggetto di conflitti legali.
Questo modello fu costruito fino al 1931.
La FIAT incomincia subito la costruzione con la propria licenza di FIAT 500 "Topolino" e di FIAT 508 Balilla e le commercializza col nome NSU-FIAT. Nello stesso periodo, le stesse vetture venivano fabbricate in Francia col nome SIMCA-FIAT.

Nel 1957, la NSU decide di ricominciare la fabbricazione di auto e negozia con FIAT l'acquisizione del marchio NSU. FIAT-NSU si trasforma poco dopo, sempre nel 1957 in FIAT Neckar.

## I modelli FIAT Neckar
La produzione durante gli anni del dopoguerra fu sulle 25.000 unità prodotte, arrivando al massimo alle 50.000 unità prodotte, i modelli erano essenzialmente: 
- FIAT 500 (Neckar Weinsberg), derivata dalla Nuova 500, realizzata dalla carrozzeria Weinsberg nell'omonima località, fu costruita in 6.190 esemplari tra il gennaio 1959 e il febbraio 1963; era disponibile nelle due versioni Coupé e Limosette, tutte e due col tetto apribile di tela, i vetri discendenti e montavano entrambe le versioni il motore di 479 cm³, poi sostituito nel 1960 da quello di 499,4 cm³ della 500 D.
- FIAT 600 (Neckar Jagst), fabbricata in 3 versioni: Jagst, Jagst 770 e Jagst 2, tra il 1956 et il 1969. In versione coupé e in versione cabriolet basata sulla FIAT 600 furono fabbricate sotto il nome di Neckar Riviera. Furono meno di 172.000 gli esemplari di Jagst costruiti in Germania.
- FIAT 1100 (Neckar Europa). Uguale alla FIAT 1100, solo con il logo Neckar. La produzione totale arriva a 160.000 esemplari.
- FIAT 1300/1500 (Neckar 1500 TS) Identica alla versione italiana, ma con il logo Neckar. Una versione coupé firmata dalla Neckar e dalla SIATA e chiamata Neckar Mistral è stata costruita a partire dal 1961.
- Autobianchi Panoramica (Neckar Panorama), interamente derivata dalla Autobianchi Panoramica e simile alla FIAT 500 Giardiniera permette alla Neckar di raggiungere le 50.000 unità prodotte nel 1962.
- FIAT 850 (Neckar Adria) è l'ultimo modello fabbricato dalla Neckar.

L'aumento del costo della manodopera dall'Italia e la creazione del Mercato Europeo Comune togliendo i diritti di dogana ai paesi della mercato unico europeo portarono al fallimento la Neckar.
FIAT rifiutò di cedere le licenze alla Neckar per i modelli 124, 125 e 128. La produzione della FIAT Neckar rallenta inesorabilmente dal 1963. 50 000 furono costruite nel 1962, 44 000 nel 1963, 22 000 nel 1964, 18 000 nel 1967 e solamente 12 000 nel 1970.
Nel 1958 la NSU di Neckarsulm iniziò la produzione della NSU Prinz. Vi fu un periodo in cui vi furono due marchi simili nel mercato tedesco. Dopo uno scontro legale tra FIAT e NSU in ottobre 1959 venne deciso da una giuria che dal 1º gennaio 1960 solo la NSU Automobil AG poteva usare il nome Neckar Automobilwerke AG Heilbronn, vorm. NSU Automobil AG. Dal 1º settembre 1966 l'azienda rinunciò al nome NSU. Dal 1968 anche al nome Neckar.
Neckar chiuse nel 1973 dopo aver costruito complessivamente 370.000 vetture.
Fino al 2006 FIAT ebbe la sede tedesca a Heilbronn, dal 2007 fu trasferita a Francoforte sul Meno.

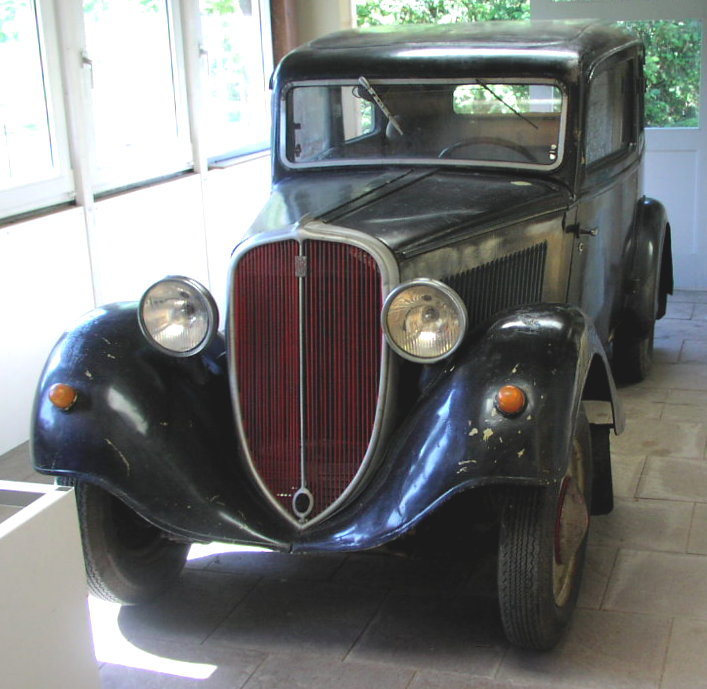
NSU-Fiat 1000 (1934)
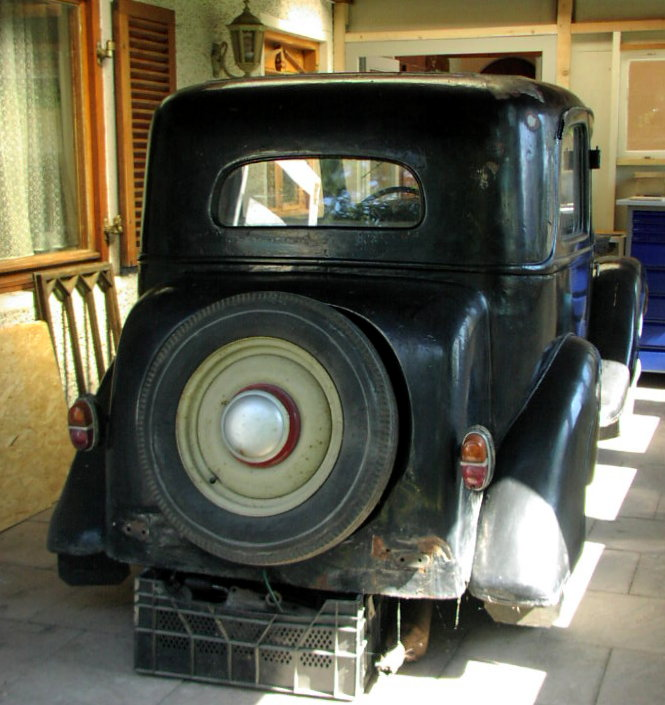
NSU-Fiat 1000 (1934)
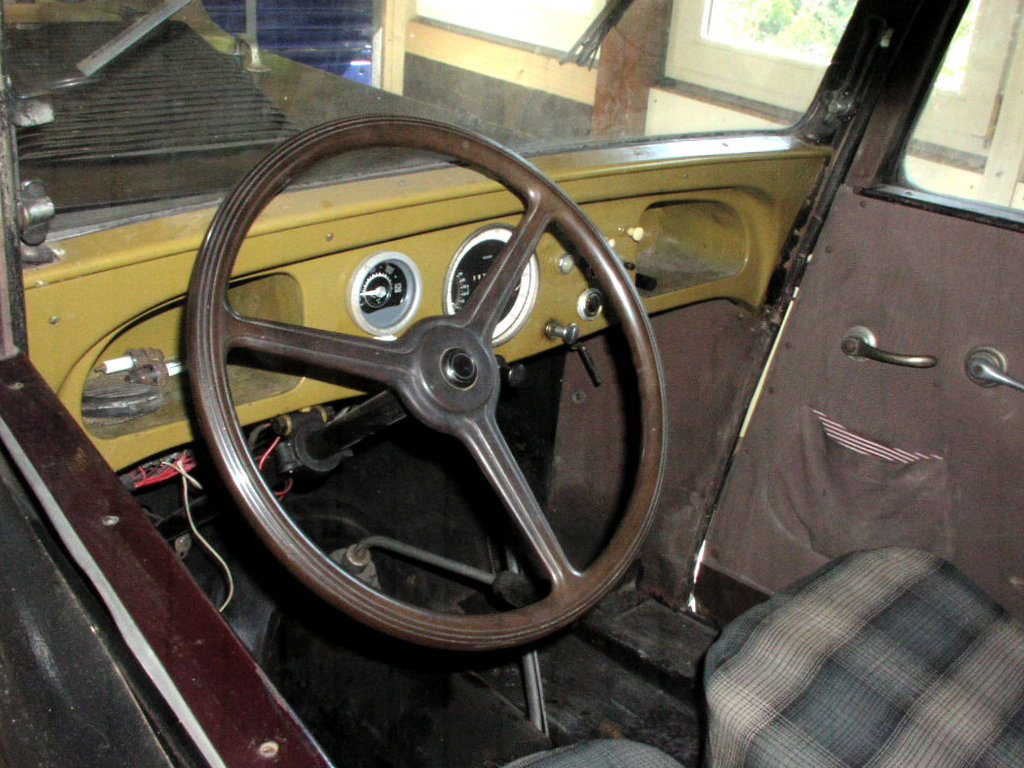
NSU-Fiat 1000 (1934)
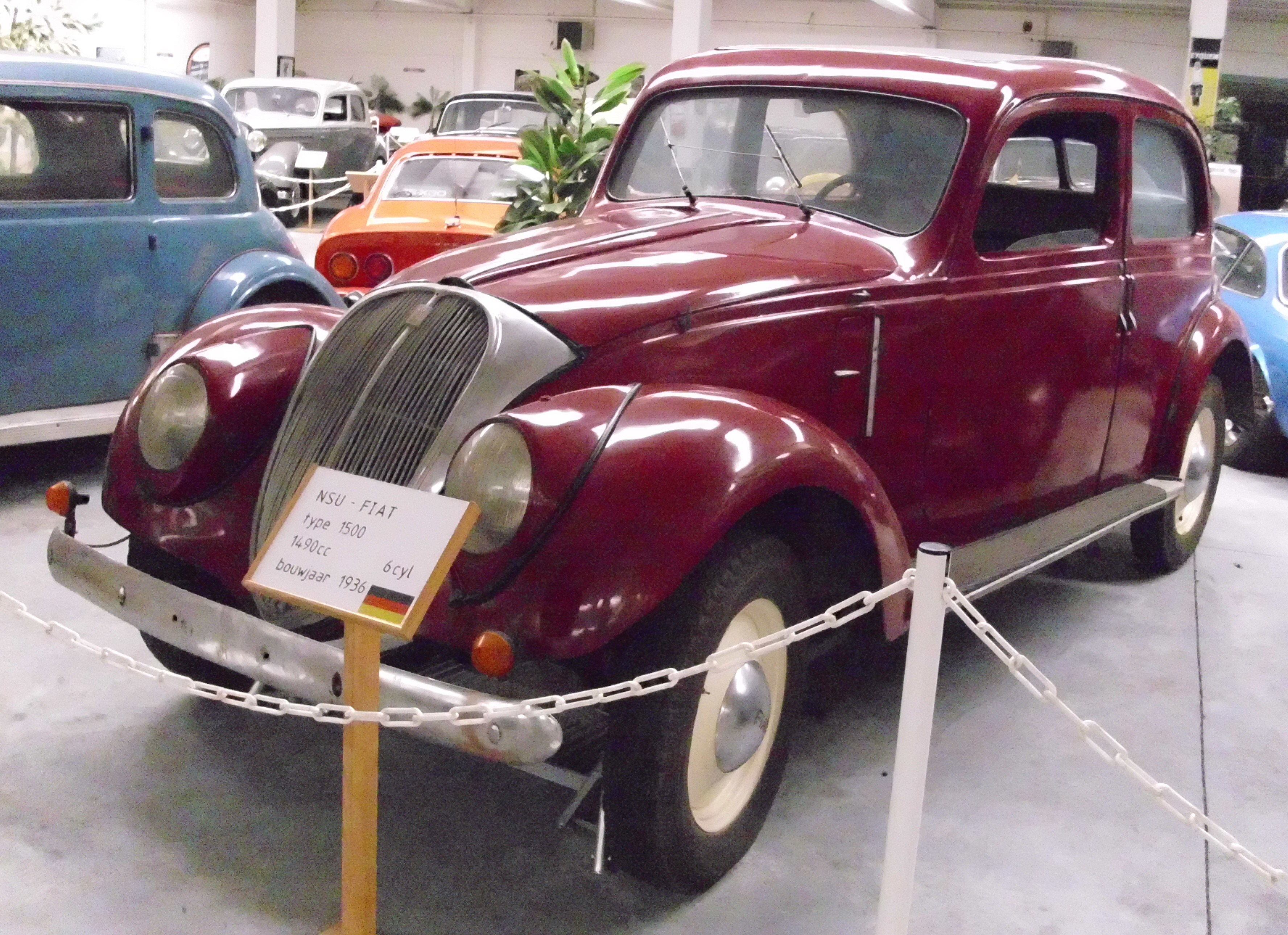
NSU-Fiat 1500 (1936)
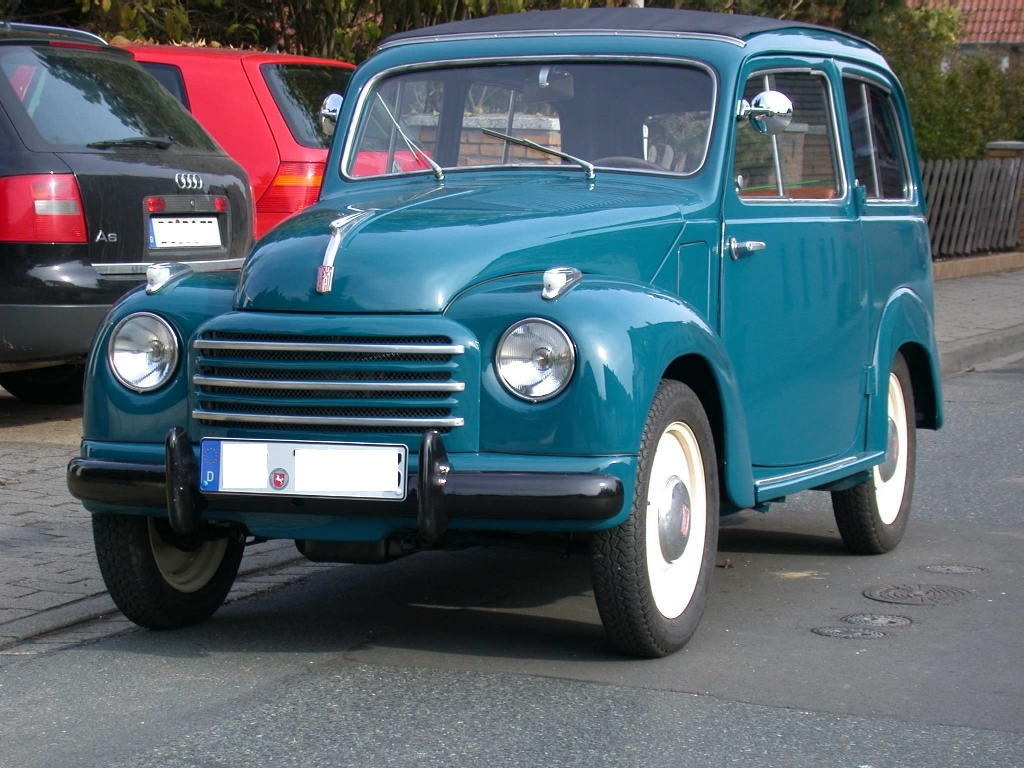
NSU-Fiat 500C (1953)
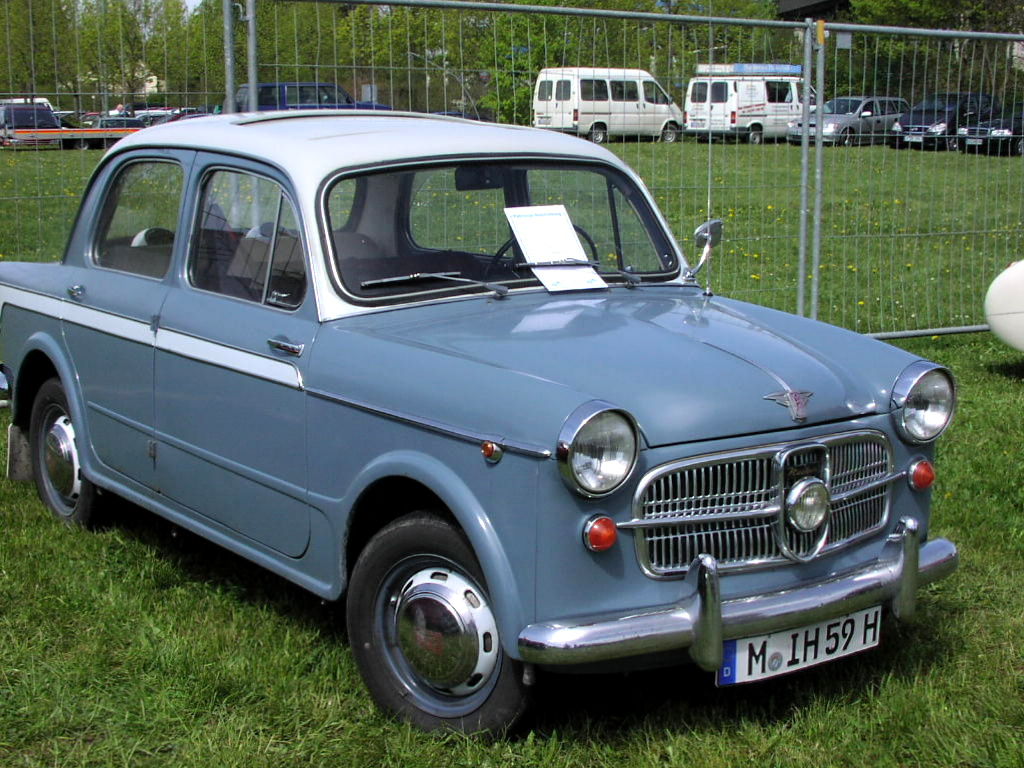
NSU/Fiat Neckar 1100-103 H (1959)